# حقوق ال‌جی‌بی‌تی در تاجیکستان
همجنسگرایان زن و مرد، دوجنسگرایان و تراجنسیتی‌ها (ال‌جی‌بی‌تی) در تاجیکستان با چالش‌های قانونی روبرو هستند که ساکنان غیر ال‌جی‌بی‌تی تجربه نمی‌کنند. فعالیت‌های جنسی هم برای همجنسگرایان زن و هم مرد در تاجیکستان قانونی است، اما زوجیت همجنس‌ها و خانواده‌های تحت سرپرستی زوج‌های همجنس مشمول حمایت‌های قانونی‌ای که زوج‌های متأهل غیر همجنس شامل آن می‌شوند، نیستند.
افراد ال‌جی‌بی‌تی معمولاً با تبعیض، آزار و خشونت مقامات و مردم با اکثریت مسلمان روبرو می‌شوند.

## قانونی بودن فعالیت جنسی همجنسگرایان
سن قانونی فعالیت جنسی همجنسگرایان زن و مرد از سال ۱۹۹۸ در تاجیکستان بدون توجه به جنسیت و گرایش جنسی، ۱۶ سال است.
فعالیت‌های حقوق ال‌جی‌بی‌تی در کشور را چه دولت یا اکثریت افراد جامعه پشتیبانی نمی‌کنند. «تاجیکستان برای برابری»، که در سال ۲۰۱۹، آدینه‌شا شراپوف تأسیس کرد، تنها سازمان پشتیبانی ال‌جی‌بی‌تی‌کیو+ است که دولت تاجیکستان به رسمیت شناخته‌است.

## رسمی‌بودن روابط همجنسگرایان
دولت تاجیکستان اتحاد مدنی همجنسگرایان را به رسمیت نمی‌شناسد.

## هویت و بیان جنسیتی
افراد تراجنسی در تاجیکستان «با انگ و تبعیض زیادی» روبرو هستند.
طبق قوانین تاجیکستان، افراد تراجنسیتی در صورت ارائه مدارک پزشکی مبنی بر اینکه تحت عمل جراحی تغییر جنسیت قرار گرفته‌اند، ممکن است جنسیت قانونی خود را در گذرنامه خود تغییر دهند. اما در عمل، عدم آگاهی، همراه با فساد و بوروکراسی، به معنای دشوارتر بودن روند این کار است. از سال ۲۰۱۴، فقط دو عمل تغییر جنسیت در تاجیکستان انجام شده‌است، اولین بار در سال ۲۰۰۱ و برا دوم در ژانویه ۲۰۱۴.

## شرایط زندگی
اگرچه قانون فعالیت جنسی همجنسگرایان را منع نکرده‌است، اما شرایط زندگی در این کشور برای افراد ال‌جی‌بی‌تی مناسب نیست. مذهب، اعتقادات محلی و همچنین تأثیر خارجی مهم‌ترین علّت آن است. آزار و اذیت پلیس و مردم معمول است. در سال ۲۰۱۷، مقامات «فهرست رسمی» شهروندان ال‌جی‌بی‌تی را به دنبال دو عملیات دولتی به نام «اخلاق» و «پاکسازی» تهیه کردند.

## افکار عمومی
رهبران دینی اسلامی تأثیر قابل‌توجهی در دیدگاه جامعه تاجیکستان در موضوعات مرتبط با ال‌جی‌بی‌تی دارند. سعید مکرم عبدالقادرزاده، مفتی اعظم تاجیکستان، روابط همجنسگرایان را علناً محکوم کرده و آنها را «یک فاجعه» خوانده‌است. علاوه بر این، وی کشورهایی را که ازدواج همجنسگرایان را قانونی دانسته‌اند محکوم کرد و علیه فعالان حقوق بشر و قوانینی برای محافظت از افراد ال‌جی‌بی‌تی در برابر تبعیض صحبت کرده‌است.
تعدادی از روانشناسان و پزشکان تاجیک همجنس‌گرایی را نوعی اعتیاد قابل مقایسه با اعتیاد به مواد مخدر و اعتیاد به الکل می‌دانند و برای «روش‌های درمانی» ارائه می‌دهند. سازمان جهانی بهداشت این روش‌ها را شبه‌علم در نظر گرفته‌است. چندین مورد گزارش شده در مورد بی‌احترامی کادر پزشکی به بیماران ال‌جی‌بی‌تی وجود دارد.

## جدول جمع‌بندی
| قانونی بودن فعالیت جنسی همجنسگرایان                                     | (از سال ۱۹۹۸)        |
| سن برابر رضایت (۱۶)                                                     | (از سال ۱۹۹۸)        |
| قوانین ضد تبعیض فقط در استخدام                                          | خیر                  |
| قوانین ضد تبعیض در تهیه کالا و خدمات                                    | خیر                  |
| قوانین ضد تبعیض در سایر زمینه‌ها (شامل تبعیض غیرمستقیم، سخنان نفرت‌انگیز) | خیر                  |
| ازدواج‌های همجنس                                                         | خیر                  |
| به رسمیت شناختن زوج‌های همجنس                                            | خیر                  |
| فرزندخواندگی برای زوج‌های همجنس                                          | خیر                  |
| فرزندخواندگی مشترک برای زوج‌های همجنس                                    | خیر                  |
| مجاز بودن خدمت علنی افراد ال‌جی‌بی‌تی در ارتش                              | خیر                  |
| حق تغییر جنسیت قانونی                                                   | (نیاز به جراحی دارد) |
| دسترسی به IVF برای لزبین‌ها                                              | خیر                  |
| اجاره تجاری رحم برای زوج‌های مرد همجنسگرا                                | خیر                  |
| مردان مردآمیز مجاز به اهدای خون هستند                                   | خیر                  |